# 골든 게이트 (영화)
《골든 게이트》(영어: Golden Gate)는 1994년 공개된 미국의 영화이다.

## 한국어 더빙 성우진(KBS)
- 성완경 - 케빈 워커 (맷 딜런)
- 송도영 - 마릴린 송 (조안 첸)
- 이윤선 - 론 피렐리 (브루노 커비)
- 김계원
- 박상일
- 김병관
- 김정희
- 최병상
- 김태웅
- 김혜미
- 문선희
- 오인성
- 장호비